# William O’Connor (szermierz)
William Scott O’Connor (ur. 23 maja 1864 w Pittsburghu, zm. 16 stycznia 1939 w Nowym Jorku) – amerykański szermierz, srebrny medalista olimpijski.
Na igrzyskach olimpijskich w St. Louis w 1904 roku zdobył srebrny medal w walce na kije. W zawodach wystąpiło tylko trzech zawodników, O’Connora wyprzedzili rodacy: Albertson Van Zo Post i William Grebe. Był to jego jedyny występ olimpijski.
O’Connor był jednym z założycieli Amateur Fencers League of America w 1891 i do 1925 był jej sekretarzem.